# 원자빔
원자빔(Atomic beam)은 입자 빔의 특수한 경우로, 중성 원자의 시준된 흐름(빔)이다. 느린 원자빔을 사용하는 이미징 시스템은 초점 요소로 프레넬 존 플레이트 (프레넬 회절 렌즈) 또는 프레넬 회절 거울을 사용할 수 있다. 원자빔을 사용하는 이미징 시스템은 서브마이크로미터 해상도를 제공할 수 있다.

## 역사
1911년 루이 뒤누아는 진공 챔버에서 나트륨 증기 '선'을 관찰했다. 그 경험을 통해 오토 슈테른은 발터 게를라흐와 협력하여 은 원자빔을 생성하여 역사적인 슈테른-게를라흐 실험을 수행했으며, 이는 원자 규모 양자화의 첫 번째 증거를 제공했다.
1930년 임마누엘 에스터만과 슈테른은 플루오린화 리튬에서 헬륨 빔을 반사시켜 반사된 강도에서 첫 번째 원자 물질파 회절 피크를 관찰했다.